# Domus

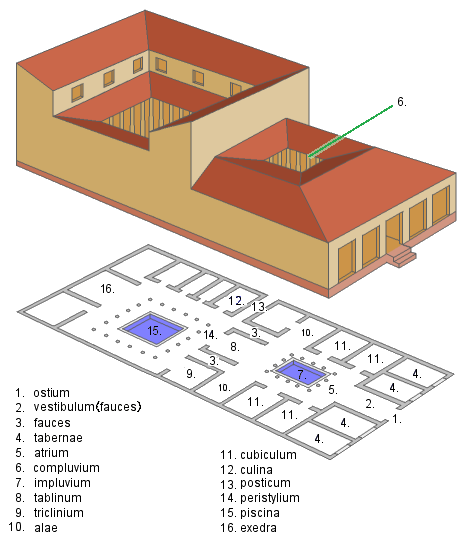
Schéma římské stavby domus

Domus (latinské znění pro dům) byla stavba antického Říma navržená pro rodinné bydlení ve městě. Domus byl důležitou součástí denního života, sociálního i ekonomického života v říši. Obývali je členové vyšších společenských tříd či propuštěnci. Mnoho bohatých Římanů také vlastnilo villy, nižší vrstvy žily v prostředí patrových „bytových" domů insula.
Neexistuje konkrétní vzor římského domu, přesto existují charakteristiky, které mají stavby typu domus společné. Hlavní místností je otevřené atrium, na které se přicházelo koridorem z ulice.